# Andrea Vargas
Andrea Carolina Vargas Mena (Santiago, 28 maggio 1996) è un'ostacolista costaricana.

## Biografia
Si avvia all'attività sportiva all'età di 8 anni, iniziando a gareggiare internazionalmente a partire dai 16 anni. Dopo aver vinto titoli nazionali e regionali, ha conquistato una medaglia d'oro ai Giochi panamericani del 2019 in Perù e, nello stesso anno, ha partecipato ai Mondiali del Qatar, gareggiando nella gara finale.

## Palmarès
| Anno | Manifestazione                      | Sede                | Evento      | Risultato  | Prestazione | Note                                     |
| ---- | ----------------------------------- | ------------------- | ----------- | ---------- | ----------- | ---------------------------------------- |
| 2011 | Campionati centroamericani juniores | San Salvador        | 400 m hs    | Argento    | 66"78       |                                          |
| 2012 | Campionati sudamericani juniores    | Mendoza             | 100 m hs    | 7ª         | 15"19       |                                          |
| 2012 | Campionati sudamericani juniores    | Mendoza             | 400 m hs    | 6ª         | 1'05"72     |                                          |
| 2013 | Campionati centroamericani juniores | San José            | 400 m hs    | Argento    | 1'04"72     |                                          |
| 2013 | Mondiali allievi                    | Donec'k             | 100 m hs    | Batteria   | 14"34       |                                          |
| 2014 | Campionati centroamericani juniores | Managua             | 100 m hs    | Oro        | 13"80       |                                          |
| 2014 | Campionati centroamericani juniores | Managua             | 100 m piani | Oro        | 12"35       |                                          |
| 2014 | Campionati CAC juniores             | Morelia             | 100 m hs    | Argento    | 13"72       |                                          |
| 2014 | Campionati CAC juniores             | Morelia             | 100 m piani | Batteria   | 12"25       |                                          |
| 2014 | Mondiali juniores                   | Eugene              | 100 m hs    | Semifinale | 14"11       |                                          |
| 2016 | Campionati centroamericani          | San Salvador        | 100 m hs    | Oro        | 13"10       |                                          |
| 2016 | Campionati centroamericani          | San Salvador        | 200 m piani | 4ª         | 24"89       |                                          |
| 2016 | Campionati NACAC under 23           | San Salvador        | 100 m hs    | 6ª         | 13"65       |                                          |
| 2016 | Campionati NACAC under 23           | San Salvador        | 200 m piani | Batteria   | 25"18       |                                          |
| 2017 | Campionati centroamericani          | Tegucigalpa         | 100 m hs    | Oro        | 13"65       |                                          |
| 2017 | Giochi centramericani               | Managua             | 100 m hs    | Oro        | 13"12       |                                          |
| 2017 | Giochi centramericani               | Managua             | 4×100 m     | Oro        | 46"35       |                                          |
| 2018 | Mondiali indoor                     | Birmingham          | 60 m hs     | Batteria   | 8"34        |                                          |
| 2018 | Campionati centroamericani          | Città del Guatemala | 100 m hs    | Oro        | 12"95       |                                          |
| 2018 | Campionati centroamericani          | Città del Guatemala | 4×100 m     | Oro        | 47"00       |                                          |
| 2018 | Giochi CAC                          | Barranquilla        | 100 m hs    | Oro        | 12"90       |                                          |
| 2018 | Campionati NACAC                    | Toronto             | 100 m hs    | Bronzo     | 12"91       |                                          |
| 2018 | Campionati ibero-americani          | Trujillo            | 100 m hs    | Oro        | 13"04       |                                          |
| 2019 | Campionati centroamericani          | Managua             | 100 m hs    | Oro        | 12"79       |                                          |
| 2019 | Campionati centroamericani          | Managua             | 4×100 m     | Oro        | 46"00       |                                          |
| 2019 | Giochi panamericani                 | Lima                | 100 m hs    | Oro        | 12"82       |                                          |
| 2019 | Mondiali                            | Doha                | 100 m hs    | 5ª         | 12"64       | Record nazionale                         |
| 2021 | Giochi olimpici                     | Tokyo               | 100 m hs    | Semifinale | 12"69       | Miglior prestazione personale stagionale |
| 2022 | Mondiali indoor                     | Belgrado            | 60 m hs     | Batteria   | dns         |                                          |
| 2022 | Mondiali                            | Eugene              | 100 m hs    | Semifinale | 12"82       | Miglior prestazione personale stagionale |
| 2023 | Giochi CAC                          | San Salvador        | 100 m hs    | Bronzo     | 13"02       |                                          |
| 2023 | Giochi panamericani                 | Santiago            | 100 m hs    | Oro        | 13"06       |                                          |